# Pasi Jambu
Pasi Jambu is een bestuurslaag in het regentschap Aceh Barat van de provincie Atjeh, Indonesië. Pasi Jambu telt 623 inwoners (volkstelling 2010).